# Charles Frohman

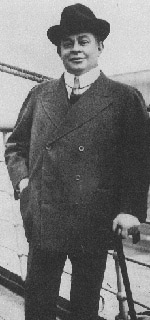
Charles Frohman, omkring 1915.

Charles Frohman, född 17 juni 1860 i Sandusky i Ohio, död 7 maj 1915, var en amerikansk teaterledare.
Frohman skapade och ledde från 1890-talet ett teaterbolag, som bar hans namn och med egna rörliga sällskap av olika karaktär, men med genomgående hög standard uppehöll en dominerande verksamhet på en rad egna och förhyrda teatrar i USA och Storbritannien.